# Црква Светог пророка Јеремије у Врхпољу
Црква Светог пророка Јеремије у Врхпољу, насељеном месту на територији општине Љубовија, припада Епархији шабачкој Српске православне цркве.
Црква посвећена Светом пророку Јеремији грађена је на локалитету „Удрж” у периоду од 1995. до 1999. године. Освештана је од епископа шабачког Лаврентија 25. јула 2010. године.
На уласку у црквену порту налази се споменик посвећен невино настрадалим у Доњој Буковици, које су ради застрашивања, 14. августа 1914. године, спалили припадници 109. Landstrum brigade XVI Дубровачког корпуса аустро-угарске монархије. У порти се налази и спомен-плоча са списком српских ратника из села Цапарић погинулим у ратовима 1912—1918.